# Телеханы
Телеха́ны (бел. Целяханы) — городской посёлок в Ивацевичском районе Брестской области Беларуси. Расположен на Огинском канале, на автодороге Ивацевичи-Пинск. Расположен в 45 км на юго-восток от Ивацевич, в 181 км от Бреста. Административный центр Телеханского сельсовета.
Расположена администрация Выгонощанского заказника.
Численность населения — 3 657 человек (на 1 января 2025 года).

## История
Известны с XVI века как деревня в Пинском повете Берестейского воеводства ВКЛ. С XVII века — местечко, принадлежало князьям Дольским, Вишневецким, в XIX века — Пусловским. Экономическому росту местечка способствовала строительство Огинского канала. В 1775—1778 годах Михаил Казимир Огинский основал здесь фаянсовую мануфактуру, которая изготавливала декоративные вазы, скульптуру малых форм, фризы и карнизы для каминов и печей. В 1779 был построен стекольный завод. После второго раздела Речи Посполитой в 1793 году в составе Российской империи. Административно являлась волостным центром Пинского уезда Минской губернии. С 1921 года в составе Польши, с 1939 года — в БССР. В 1940—1959 годах — центр Телеханского района. С 6 декабря 1956 года — городской посёлок.
По местной легенде, название местечка означает «тело хана»: якобы во время одного из набегов татар в здешних болотах и лесах погиб хан, на месте захоронения которого был сооружен курган, ныне — Лысая гора. Возможно, что название селения происходит от имени татарского хана Теле.
Унитарное лесохозяйственное предприятие «Телеханы» начало работать с 1944 года и являлось единственным предприятием в Беларуси, выпускающим лыжи.
ОАО «Телеханский завод строительный изделий» по состоянию на 1 сентября 2021 года находится в стадии санации.

## Население
Численность населения — 3 657 человек (на 1 января 2025 года). Численность населения — 3 716 человек (на 1 января 2023 года).
| Численность населения:                                                                          |
| Графики недоступны из-за технических проблем. См. информацию на Фабрикаторе и на mediawiki.org. |

В 2017 году в Телеханах родилось 39 и умерло 42 человека. Коэффициент рождаемости — 9,8 на 1000 человек, коэффициент смертности — 10,5 на 1000 человек.

## Культура
- Этно-краеведческий музей «Спадчына» ГУО «Телеханская средняя школа».
- Центр экологического просвещения.
- Дом культуры с народным театром.

## События и мероприятия
- 3 сентября 2022 года прошёл областной фестиваль «Дажынкi».

## Достопримечательности
- Огинский канал — памятник гидротехнического строительства.
- Телеханская Троицкая церковь.
- Костёл Возвышения Святого Креста.
- «Лысая гора» — небольшая возвышенность, которая, по легенде, является местом захоронения хана.
- Католическое кладбище с захоронениями немецких солдат Первой мировой войны.
- В Телеханах похоронен белорусский писатель, униатский священник Болеслав Пачопка и мать маршала Константина Рокоссовского Антонина Овсянникова.
- Памятный знак основанию посёлка — надпись «Целяханы ўпершаню ўпамiнаюцца ў 1554 годзе».

### Утраченное наследие
- Дворец Огинских (XVIII в.).